# Jack Burnell
Jack Burnell, né le 13 juin 1993 à Scunthorpe au Royaume-Uni, est un ancien nageur britannique, spécialisé dans la nage en eau libre.

## Carrière
Burnell remporte aux Championnats d'Europe 2016 la médaille d'argent du 10 km en eau libre.
Lors des Championnats du monde de natation 2017, Jack Burnell termine quatrième lors du 10 km en eau libre à 2,3 secondes du vainqueur Ferry Weertman.
Début avril 2021, il annonce sa retraite sportive à l'âge de 27 ans,.